# Maunski Kanal
Maunski Kanal är ett sund i Kroatien. Det ligger i den sydvästra delen av landet, 170 km sydväst om huvudstaden Zagreb.